# Oxytropis jabalambrensis
Oxytropis jabalambrensis es una de planta  perteneciente a la familia Fabaceae.

## Descripción
Es una planta netamente caulescente –cuando se desarrolla de modo normal–, que puede alcanzar los 20 cm de altura, densa y revueltamente indumentada –pelos blancos, ± largos (hasta de 3 mm), finos–. Hojas de 6-9(10) pares de folíolos, oblongo elípticos, ± obtusos en las inferiores, agudos en las otras; estípulas no soldadas la una a la otra por la parte que se opone al pecíolo. La inflorescencia en forma de racimo poco nutrido –(4)5-7(8) flores– y cuyo pedúnculo es relativamente grueso (de más de 1 mm de diámetro). Corola de color amarillo claro, excepto en el centro de la cara interna del estandarte –mácula de un amarillo intenso, verdoso–, relativamente pequeña (estandarte 12-13 mm); apículo de la quilla c. 1 mm, fino. Dientes del cáliz cuya longitud alcanza o supera la del tubo. Frutos hasta de 25 x 4 mm, ± patentes, con pelos como los de toda la planta; prácticamente sin carpóforo –cáliz que se rasga–, con semitabique ventral, reducido

## Distribución y hábitat
Se encuentra en los pedregales calizos cumbreños, con sabinas rastreras, etc.; a una altitud de 1950-2000 metros en la Sierra de Javalambre.  

## Taxonomía
Oxytropis jabalambrensis fue descrita por (Pau) Podlech y publicado en Sendtnera 3: 147 (1996):
Citología
Número de cromosomas de Oxytropis jabalambrensis (Fam. Leguminosae) y táxones infraespecíficos: 2n=16 n=8; 2n=16
Etimología
Ver: Oxytropis
jabalambrensis: epíteto geográfico que alude a su localización en la Sierra de Javalambre.  
Sinonimia
- Astragalus jabalambrensis Pau	[5][6]